# BARD Foundation
Die BARD Foundation (US-Israel Binational Agricultural Research and Development Fund) ist eine binationale Stiftung zwischen Israel und den USA, die 1978 offiziell mit einem Stiftungsvermögen von 40 Millionen US-Dollar zur Förderung der landwirtschaftlichen Forschung und Entwicklung (Agricultural Research & Development) gegründet wurde.

## Inhalte
Die Stiftung soll bei der Weiterentwicklung der Agrartechnologien sowie bei der Bewässerungstechnik weiterhelfen, zum Beispiel:
- Tropfbewässerung
- Pestizide
- Fischzucht
- Viehzucht
- Geflügel
- Krankheitsbekämpfung
- landwirtschaftliche Geräte
- Steigerung der Effizienz der landwirtschaftlichen Produktion
- Schutz von Pflanzen und Tieren vor biotischem und abiotischem Stress
- Lebensmittelqualität
- Sicherheit und Schutz
- Wasserqualität und -menge
- funktionelle Genomik und Proteomik
- Sensoren und Robotik
- nachhaltige Bioenergiesysteme.[1]

Laut der Pressemitteilung der US-Botschaft von Jerusalem vom 28. Oktober 2020 haben der israelische Ministerpräsident Benjamin Netanjahu, der israelische Minister für Wissenschaft und Technologie Izhar Shay und der US-Botschafter in Israel David Friedman den Inhalt des BARD in einer besonderen Zeremonie am 28. Oktober 2020 an der Ariel-Universität aktualisiert.